# 林俊憲
林俊憲（1965年3月7日—），中華民國政治人物，民主進步黨籍，屬新潮流系，現任立法委員，曾任臺南市議會議員、民進黨發言人、第二十屆民進黨中央常務委員。

## 早年
林俊憲出生於臺南市南區鹽埕，就學於臺南市南區日新國民小學、臺南市立大成國民中學、國立臺南第一高級中學。畢業於國立成功大學企業管理學系後，他在密苏里大学獲得企業管理碩士文憑。留學美國期間，林俊憲為海外臺獨聯盟成員。他日後進修國立臺灣大學國家發展研究所博士班。

## 政治生涯
1998年首次參選臺南市議員即當選，為當年全市最高票。並在2002及2005年，順利連任市議員。
2010年宣布放棄議員連任，出任賴清德競選大臺南市長「執行總幹事」，在選舉結束之後，堅持不進入市政府擔任副市長，決定參選立委。
2011年，參選臺南市第四選區立委民主進步黨黨內初選，最後民調結果以些微差距敗給時任立委的前臺南市市長許添財。 同年蔡英文競選總統期間，擔任民主進步黨發言人，在選戰過程間接推動三隻小豬募款活動。
2012年總統大選結束後，繼續留在中央黨部擔任發言人。2014年，再次出任賴清德競選總部「執行總幹事」。

### 立法委員
2015年1月，林俊憲宣佈請辭民主進步黨發言人，投入立委黨內初選。4月1日，民進黨公布臺南市第四選舉區（今臺南市第五選舉區不包括中西區與東半部的東區）立委初選民調，林俊憲以50.89%勝過時任臺南市議員李文正的7.03%與蔡旺詮的14.42%，獲得民進黨提名參選2016年中華民國立法委員選舉。他最終以58.90%的得票率擊敗中國國民黨提名的時任不分區立委陳淑慧，當選中華民國第九屆立法委員。經2019年選區調整後，也在2020年1月11日舉辦的立法委員選舉中當選臺南市第五選舉區的立委。
在2024年立委選舉中，林俊憲再次競選連任。由於該選區國民黨立委參選人王家貞因犯刑法第214條之罪，且尚在緩刑期間，被中央選舉委員會判定參選資格無效，林俊憲於該選區的競爭對手僅餘台灣雙語無法黨推薦的蕭燐洪。選舉當日開票不到一小時，林俊憲就自行宣布當選。最終，林俊憲以 76.54% 的得票率連任，得票率居全國區域立委之冠。

## 政策及立場

### 選區事務
- 為改善台南市南區灣裡抽水站嚴重空汙問題，針對本站柴油引擎及減速機設備汰舊換新計畫，爭取補助3,000萬元。於2016年9月7號召集營建署代表協商，當天營建署已當面允諾，灣裡抽水站整體修復計畫將在2016年10月中旬出爐，將於2017年初啟動設計發包作業。[16]為了讓當地鄉親更了解灣裡抽水站設備汰舊換新計畫，林俊憲服務團隊曾在2016年底在灣裡活動中心舉辦{灣裡抽水站改善，經費爭取說明會}向民眾報告該計畫的爭取過程及未來改善的項目。[17]

### 國會立法
- 2019年5月17日，在立法院有關同性婚姻的專法《司法院釋字第七四八號解釋施行法》投同意票，法案於同年5月24日生效，中華民國成為第一個全境法律保障同性婚姻的亞洲國家。

## 選舉紀錄
| 年度 | 選舉屆數               | 選舉區                          | 所屬政黨   | 得票數  | 得票率 | 當選標記       | 備註 |
| ---- | ---------------------- | ------------------------------- | ---------- | ------- | ------ | -------------- | ---- |
| 1998 | 第十四屆臺南市議員選舉 | 臺南市第三選舉區                | 民主進步黨 | 7,477   | 21.72% |                |      |
| 2002 | 第十五屆臺南市議員選舉 | 臺南市第三選舉區                | 民主進步黨 | 4,408   | 16.09% |                |      |
| 2005 | 第十六屆臺南市議員選舉 | 臺南市第三選舉區                | 民主進步黨 | 7,087   | 19.87% |                |      |
| 2016 | 第九屆立法委員選舉     | 臺南市第四選舉區 （2010－2016） | 民主進步黨 | 117,302 | 58.90% |                |      |
| 2020 | 第十屆立法委員選舉     | 臺南市第五選舉區                | 民主進步黨 | 110,547 | 55.41% | 選舉區重劃     |      |
| 2024 | 第十一屆立法委員選舉   | 臺南市第五選舉區                | 民主進步黨 | 126,248 | 76.54% | 全國最高得票率 |      |

## 外部連結
- 立法院 林俊憲委員簡介 （页面存档备份，存于）
- 林俊憲的Facebook專頁
- YouTube上的林俊憲頻道
- 林俊憲的Instagram帳戶